# Alfredo Tragni
Alfredo Tragni (Meda, 1920 – Meda, 30 novembre 2009) è stato un imprenditore, dirigente sportivo e calciatore italiano, di ruolo attaccante o difensore.
Fu presidente del Meda e, in seguito, del Como dal 1971 al 1980.

## Biografia
Originario di Meda, Alfredo Tragni divenne a partire dagli anni cinquanta un affermato industriale del legno, importando dall'America Latina, dall'Africa occidentale e dall'India legname per i mobilifici e gli artigiani della Brianza. Il suo rapporto col Brasile fu così intenso che il distretto di Outeiro nella città di Belém gli ha intitolato il proprio impianto sportivo.
Sposato, ebbe due figli, Dario e Anna.
Tragni è deceduto il 30 novembre 2009, all'età di 88 anni.

## Calciatore
All'età di 17 anni, nel 1937, il giovane Tragni venne tesserato dal Meda, la squadra della sua città. Per sua stessa ammissione, fu in quell'occasione che abbandonò gli studi, rinunciando all'università per giocare a calcio.
Nella stagione 1939-1940 il Meda vinse il girone B e le finali lombarde di Prima Divisione, venendo promosso in Serie C, dove giocò anche contro il Como nella stagione successiva.
Tragni smise di giocare nel 1952 e divenne presidente del club bianconero. Nel corso della sua carriera aveva incominciato giocando come attaccante, per poi passare in difesa a seguito della diffusione del "sistema".

## Presidente del Como
Nel 1968, Alfredo Tragni entra a far parte del Consiglio d'amministrazione del Como, società di cui diviene presidente nel 1971. Insieme con il cosiddetto "gruppo dei medesi" (composto anche da Cassina, Mastrangelo, Giorgetti) guidò la ricostruzione della squadra lariana, promossa dalla Serie C nel 1968, trasformandola in una società moderna, dopo anni di gestioni più "tradizionaliste". Il culmine di quest'opera di raffinamento arrivò con l'ingaggio del Direttore sportivo Giancarlo Beltrami e del talent scout Mino Favini, i quali costruirono la squadra che conquistò la promozione in Serie A al termine del campionato 1974-1975, sotto la guida tecnica di Giuseppe Marchioro, fortemente voluto da Tragni, che già aveva cercato di acquistarlo da calciatore, quando era presidente del Meda.
L'avventura nella massima serie durò un solo anno e, nel 1977-1978, il Como conobbe la retrocessione in Serie C1. Ma Tragni, richiamato Marchioro in panchina, con due promozioni consecutive riportò il Como in Serie A.
Al termine del vittorioso campionato cadetto 1979-1980, all'età di 60 anni, Alfredo Tragni lasciò la carica di presidente a Mario Beretta, suo vice, che avrebbe ricoperto tale incarico per tre anni e poi, dopo la parentesi di Benito Gattei, nuovamente dal 1993 al 1997.

## Palmarès

### Giocatore

#### Competizioni nazionali
- Prima Divisione: 1

Meda: 1939-1940